# En plein méli-mélo
Pour plus de détails, voir Fiche technique et Distribution.
En plein méli-mélo (Slipping Wives) est un film muet américain réalisé par Fred Guiol, sorti en 1927.

## Synopsis
Une femme négligée, afin de rendre son époux jaloux, s'arrange avec Laurel pour que celui-ci lui fasse la cour. Invité à une réception, il est présenté comme un écrivain de génie. Pour ajouter à la confusion, Laurel se méprend et confond un invité avec le mari…

## Fiche technique
- Titre original : Slipping Wives
- Titre français : En plein méli-mélo
- Réalisation : Fred Guiol
- Scénario : Hal Roach (histoire) et H. M. Walker (intertitres)
- Photographie : George Stevens
- Montage : Richard C. Currier
- Société de production : Hal Roach Studios
- Société de distribution : Pathé Exchange
- Pays de production :  États-Unis
- Langue : intertitres en anglais
- Format : Noir et blanc - 35 mm - 1,37:1  -  Muet
- Genre : Comédie
- Longueur : deux bobines
- Date de sortie : 
  - États-Unis : 3 avril 1927

## Distribution
Source principale de la distribution :
- Priscilla Dean : la femme négligée
- Herbert Rawlinson : Léon, le mari
- Stan Laurel : Ferdinand Flamingo, le livreur de peinture
- Oliver Hardy : Jarvis, le majordome
- Albert Conti : Hon. Winchester Squirtz, l'ami

## Commentaires
« Sans grand intérêt, ce film qui, dans la tradition de Mack Sennett, fait la part trop belle aux poursuites frénétiques et aux cabrioles, montre Laurel et Hardy se livrant, ensemble, à des gags visuels; en fait, leurs rôles respectifs n'étaient pas conçus en vue d'un travail d'équipe. La séquence qui montre Hardy aidant Laurel à prendre un bain et ressortant tout habillé et dégoulinant de la baignoire anticipe sur les gags futurs du tandem »